# Seleção Portuguesa de Futsal Feminino

A Seleção Portuguesa de Futsal Feminino é a seleção oficial de futebol de salão feminino de Portugal.

## Campeonato Europeu de Futsal

### 2019: 1° Campeonato realizado
No dia 13 de Agosto de 2018, a seleção portuguesa de futsal feminino, garante o apuramento para a final four do campeonato, ao vencer a Finlândia por 3-1 (tendo também vencido o jogo frente à República Checa por 12-0). Depois da seleção já ter garantido o apuramento para a próxima fase, goleia a Sérvia por 11-0. A final-four foi realizada em Portugal, no pavilhão multiusos de Gondomar. Após vencer a Ucrânia por 5-1, a selecção portuguesa perdeu a final por 4-0 para a selecção espanhola.

## Estatísticas
| 2010  | Vice-campeã |
| 2011  | 3º lugar    |
| 2012  | Vice-campeã |
| 2013  | 4º lugar    |
| 2014  | Vice-campeã |
| 2015  | 4º lugar    |
| Total | 6/6         |

| 2019  | Vice-campeã |
| 2022  | Vice-campeã |
| 2023  | 3º lugar    |
| Total | 3/3         |